# North Marysville
North Marysville war ein Census-designated place (CDP) im Snohomish County im US-Bundesstaat  Washington. Der Ort mit damals mehr als 20.000 Einwohnern wurde 2009 größtenteils in die Stadt Marysville eingemeindet. Im Zuge des United States Census 2010 wurden noch 108 Einwohner gezählt. Im Vorfeld der Volkszählung 2020 wurde der Ort ganz aufgelöst.

## Demographie
| Jahr | Einwohner¹ |
| ---- | ---------- |
| 1980 | 15.159     |
| 1990 | 18.711     |
| 2000 | 21.161     |
| 2010 | 108        |

¹ 1980–2010: Volkszählungsergebnisse
Nach der Volkszählung von 2000 gab es in North Marysville 21.161 Einwohner, 7.031 Haushalte und 5.744 Familien. Die Bevölkerungsdichte betrug 594,6 pro km². Es gab 7.186 Wohneinheiten bei einer mittleren Dichte von 201,9 pro km².
Die Bevölkerung bestand zu 89,84 % aus Weißen, zu 0,71 % aus Afroamerikanern, zu 1,27 % aus Indianern, zu 3,35 % aus Asiaten, zu 0,17 % aus Pazifik-Insulanern, zu 1,75 % aus anderen „Rassen“ und zu 2,92 % aus zwei oder mehr „Rassen“. Hispanics oder Latinos „jeglicher Rasse“ bildeten 4,6 % der Bevölkerung.
Von den 7031 Haushalten beherbergten 44,6 % Kinder unter 18 Jahren, 67,2 % wurden von zusammen lebenden verheirateten Paaren, 9,7 % von alleinerziehenden Müttern geführt; 18,3 % waren Nicht-Familien. 13,3 % der Haushalte waren Singles und 4 % waren alleinstehende über 65-jährige Personen. Die durchschnittliche Haushaltsgröße betrug 3,01 und die durchschnittliche Familiengröße 3,27 Personen.
Der Median des Alters in der Stadt betrug 34 Jahre. 30,9 % der Einwohner waren unter 18, 7,4 % zwischen 18 und 24, 32,8 % zwischen 25 und 44, 21,2 % zwischen 45 und 64 und 7,7 65 Jahre oder älter. Auf 100 Frauen kamen 100,1 Männer, bei den über 18-Jährigen waren es 97,7 Männer auf 100 Frauen.
Alle Angaben zum mittleren Einkommen beziehen sich auf den Median. Das mittlere Haushaltseinkommen betrug 56.699 US$, in den Familien waren es 59.694 US$. Männer hatten ein mittleres Einkommen von 45.420 US$ gegenüber 29.935 US$ bei Frauen. Das Pro-Kopf-Einkommen betrug 20.842 US$. Etwa 3,6 % der Familien und 4,9 % der Gesamtbevölkerung lebte unterhalb der Armutsgrenze; das betraf 5,6 % der unter 18-Jährigen und 3 % der über 65-Jährigen.